# Копрофілія
| Фетишизм    |                    |
| МКБ-10-Код: | F65.8 (Копрофагія) |
| DSM IV-Код: | 302.9              |

Копрофілія (від грецького κόπρος, kópros — гній, кал і φιλία, filía — любов, дружба) — різновид екскрементофілії, форма сексуальної поведінки, при якій статеве збудження і задоволення досягається в ході маніпуляцій з калом партнера, в різних формах, від спостереження за дефекацією до поїдання фекалій (копрофагія). Тих, хто практикує копрофілію, називають копрофілами.
Копрофілія є різновидом фетишизму і мазохізму, найчастіше поєднуючи обидві ці форми сексуальної поведінки, рідше будучи лише однієї з них. Копрофілія як форма мазохізму широко поширена і є різновидом морального мазохізму, коли людина досягає сексуального збудження і задоволення від того, що його партнер здійснює на нього дефекацію.
Іноді даний вид фетишизму супроводжується компульсивним вживанням непристойних слів (копролалія).
Іноді ця сексуальна пристрасть може розвиватися в копрофагію, поїдання екскрементів. Оскільки в екскрементах міститься велика кількість бактерій і грибків, така сексуальна практика становить певну загрозу здоров'ю, особливо для людей зі слабкою імунною системою.
Копрофілію зараховують до сексуальних девіацій (парафіліям). Немає точних наукових даних про число людей, що займаються копрофілією. Люди, які віддають перевагу копрофілії в любовній грі, часто займаються урофілією, хоча зворотне твердження не вірне, оскільки урофіла в сечі більше приваблює, в першу чергу, її тісний зв'язок зі статевими органами.

## В екології
В екології копрофілами називають організми (наприклад, гриби), чиє середовище проживання (наприклад, субстрат) пов'язане з екскрементами різних видів тварин.